# Kvadratgrad
En kvadratgrad är en icke-SI-enhet som kan användas för att mäta en rymdvinkel (d.v.s. ytan av en projektion av rymdvinkeln på en enhetssfär vars centrum ligger i observationspunkten).  Kvadratgraden är den tvådimensionella motsvarigheten till vinkelenheten grad och kan skrivas "kv.grad", "grad²", eller en symbol för en kvadrat följt av °.
Antalet kvadratgrader över hela himlen (en sfär) är 4π(180/π)² = 129 600/π (approximativt 41 253 kv.grad), som man kan räkna fram ur det faktum att hela himlen täcker 4π steradianer, och att en grad är π/180 radianer.  Detta innebär att en kvadratgrad är approximativt 1/3283 steradianer eller 305 mikrosteradianer.
Exempel: sett från jordens yta har månen en diameter på ungefär ½°, vilket innebär att den täcker en yta på ungefär 0,2 kv.grad.